# Need for Speed (film)
Need for Speed är en amerikansk actionfilm som är baserad på racingspelen med samma namn, i regi av Scott Waugh på ett manus av John Gatins och George Nolfi. Filmen hade biopremiär den 14 mars 2014.

## Rollista (i urval)
- Aaron Paul – Tobey Marshall[3]
- Imogen Poots – Julia Maddon
- Dominic Cooper – Dino Brewster
- Ramon Rodriguez – Joe
- Kid Cudi – Benny
- Rami Malek – Finn
- Michael Keaton – Monarch
- Harrison Gilbertson – Pete
- Dakota Johnson – Anita